# Saint-Martin-la-Campagne
Saint-Martin-la-Campagne is een gemeente in het Franse departement Eure (regio Normandië) en telt 102 inwoners (2009). De plaats maakt deel uit van het arrondissement Évreux.

## Geografie
De oppervlakte van Saint-Martin-la-Campagne bedraagt 3,6 km², de bevolkingsdichtheid is dus 28,3 inwoners per km².
De onderstaande kaart toont de ligging van Saint-Martin-la-Campagne met de belangrijkste infrastructuur en aangrenzende gemeenten.

## Demografie
Onderstaande figuur toont het verloop van het inwonertal (bron: INSEE-tellingen).